# Szegő György (építész)
Szegő György (Budapest, 1947. december 23. –) Jászai Mari-díjas építész, látvány- és díszlettervező, művészeti író, egyetemi tanár, érdemes művész és kiváló művész  .

## Életpályája
1962–1966 között a fővárosi Eötvös József Gimnázium diákja volt. 1968–1972 között a Budapesti Műszaki és Gazdaságtudományi Egyetem Építőmérnöki Karának hallgatója volt. 1972–1973 között a Buváti (Budapesti Városépítési Tervező Vállalat) építészmérnöke volt. 1973–1976 között az Iparművészeti Főiskola belsőépítész szakán tanult, valamint a Budapesti Műszaki és Gazdaságtudományi Egyetem lakóépülettervezési tanszékének külső munkatársa volt. 1976–1978 között a Budapesti Szabadtéri Színpad szcenikus főmérnöke volt. 1978–1987 között a kaposvári Csiky Gergely Színház látványtervezője volt. 1981–1995 között az Élet és Irodalom munkatársa volt. 1986–1992 között a Magyar Nemzet állandó külső munkatársa volt. 1988–1992 között a Győri Nemzeti Színház látványterveit készítette el. 1989–2002 között a Magyar Képzőművészeti Főiskola oktatója volt. 1990 óta a Balkon és a Fotóművészet szerkesztője. 1992-ben végzett az Amszterdami Felix Meritis Egyetemen. 1992–1996 között a szolnoki Szigligeti Színház látványtervezőjeként dolgozott. 1992–1999 között a Magyar Látványtervezők Kamarájának elnöke volt. 1999-ben a Budapesti Műszaki és Gazdaságtudományi Egyetemen DLA fokozatot szerzett. 1999–2002 között az Atrium építészeti folyóirat főmunkatársa volt. 2001 óta a Régi-Új Magyar Építőművészet főszerkesztője. 2014-től a Műcsarnok igazgatója.

## Színházi munkái
A Színházi Adattárban regisztrált bemutatóinak száma: díszlettervezőként: 146; jelmeztervezőként: 18 (j).

### Díszlettervezőként
| - Hervé: Nebáncsvirág (1978, 1997) - Bernstein: Candide (1978) - Bulgakov: Bíbor sziget (1979 (j), 1981 (j), 2008) - Sarkadi Imre: Ház a város mellett (1979) - Kálmán Imre: Csárdáskirálynő (1979) - Lázár Ervin: Berzsián és Dideki (1980) - Voskovec-Werich: A nehéz Barbara (1980) - Romhányi József: Eszterházi rögtönzés (1980) - Plautus: A bögre (1980) - Kálmán Imre: Marica grófnő (1980 (j), 1993, 2006) - Scott: Sir Gawain és a Zöld lovag (1980) (j) - Victor Hugo: Királyasszony lovagja (1981) (j) - Feydeau: Osztrigás Mici (1981) - Molière: A nők iskolája (1981 (j), 1983 (j), 1992, 2009) - Weiss: Jean Paul Marat üldöztetése és meggyilkolása, ahogy a charentoni elmegyógyintézet színjátszói előadják de Sade úr betanításában (1981, 1989) - Kodály Zoltán: Háry János (1982, 1987) - William Shakespeare: III. Richárd (1982) (j) - Carlo Goldoni: Két úr szolgája (1982) - Heltai Jenő: A néma levente (1982) - Carlo Goldoni: A halászlányok (1982) - Illyés Gyula: Kegyenc (1982) (j) - Fényes Szabolcs: Szerdán tavasz lesz (1983) - Katajev: A Werthert már megírták (1983) (j) - Lázár Ervin: A kisfiú és az oroszlánok (1983 (j), 1992) - Miljutyin: Filmcsillag (1983) - Hubay Miklós: A túsz-szedők (1984) - Spiró-Karinthy: A kert (1984) - Heltai Jenő: Naftalin (1984) (j) - Strauss: A cigánybáró (1984) (j) - Williams: A vágy villamosa (1984) (j) - Weöres Sándor: A kétfejű fenevad (1985) (j) - Lope de Vega: A kertész kutyája (1985) - Vetemaa: Szent Zsuzsanna, avagy a mesterek iskolája (1985) (j) - Offenbach: A két vak (1985) - Pitzelberger úr szalonja (1985) - Mártha István: Munkásoperett (1985) - Bresan: Paraszt Hamlet (1986 (j), 1992) - Békés Pál: Pincejáték (1986) (j) - Shaw: Szent Johanna (1987) - Ödön von Horváth: Huza-vona (1988) - O’Neill: Hosszú út az éjszakába (1988) - Hunyady Sándor: A három sárkány (1988) - Thomas: Charley nénje (1989) - Csehov: Sirály (1989) - Sartre: A legyek (1989) - Szakcsi Lakatos Béla: Piros karaván (1990) - Verdi: Traviata (1990) - Bart: Oliver! (1990, 1995, 1997) - Nusic: A miniszterné (1990) - Kesselring: Arzén és levendula (1991) - Márai Sándor: A kassai polgárok (1991-1992) - Puccini: Tosca (1991-1992) - Molnár Ferenc: A testőr (1991) - Herman: Hello, Dolly! (1991) | - Lehár Ferenc: Luxemburg grófja (1991) - Maugham: Imádok férjhez menni (1992) - De Filippo: Nápolyi álmok (1992) - Hauptmann: Naplemente előtt (1992) - Rostand: Cyrano de Bergerac (1992) - Verdi: Álarcosbál (1992) - Fall: Pompadour (1992) - Jacobi Viktor: Sybill (1992) - Kálmán Imre: Cirkuszhercegnő (1992) - Demény Attila: Parafarm (1992) - Vidovszky László: Nárcisz és Echo (1992) - Scarnicci-Tarabusi: Kaviár és lencse (1993) - Magnier: Oscar (1993) - Tímár-Rideg: Indul a bakterház (1993) - Molière: Tartuffe (1993) - Móricz Zsigmond: Rokonok (1993) - Williams: Üvegfigurák (1993) - Puccini: A köpeny (1993) - Gianni Schicchi (1993) - Szilágyi-Benedek: Leánder és Lenszirom (1993) - Eisemann Mihály: XIV. René (1993) - Synge: A nyugati világ bajnoka (1993) - Ödön von Horváth: Mesél a bécsi erdő (1994) - Mrozek: A pulyka (1994) - Loewe: My Fair Lady (1994, 1998) - Csiky Gergely: A nagymama (1994) - Salinger: Habhegyező (1994) - Nagy Ignác: Tisztújítás (1994) - Hunyady Sándor: Feketeszárú cseresznye (1994) - Ibsen: Ha mi holtak feltámadunk (1994) - Tersánszky Józsi Jenő: Kakuk Marci (1994) - Balassa Sándor: Karl és Anna (1995) - Molnár Ferenc: Liliom (1996) - Jacobi Viktor: Leányvásár (1996) - Molnár Ferenc: Nászinduló (1996) - Levay: Elisabeth (1996, 2000, 2002, 2009) - Molnár Ferenc: Az üvegcipő (1996, 2010) - Hamvai Kornél: Körvadászat (1997) - Strauss: A denevér (1997) - Szabó Illés: Joe evangéliuma (1999) - Zerkovitz Béla: Csókos asszony (1999) - García Márquez: A szűz, a hulla, a püspök és a kések (2000) - Szeredás-Fodor: Marcello és Camillo (2001) - Békés Pál: Visz-a-víz! (2002) - Babarczy-Mikszáth: A Noszty fiú esete Tóth Marival (2003) - Benchetrit: A párizsi gyors (2003) - Bock: Hegedűs a háztetőn (2003) - Kafka: Svejk, a féregirtó - avagy a puska nem sül el (2003) - Zelenka: Hétköznapi őrültek (2003) - Mosonyi Aliz: Hamupipőke (2003) - Balázs Béla: A kékszakállú herceg vára (2005) - Szép Ernő: Tűzoltó (2005) - Shaw: Barbara őrnagy (2005) - Schikaneder: Varázsfuvola-mese (2006) - Erkel Ferenc: Bánk bán (2007) |

## Művei
- Lakó-tér-kép (Acsay Judittal, 1989)
- 581 Architects in the World (1995)
- Lőrinczy György (1995)
- Teremtés és átváltozás. A budapesti szecesszió építészete (1996)
- Diaszpóra (és) művészet (1997)
- Szín-ház-kutatás (Gajdó Tamással, Korniss Péterrel, 1998)
- Privátfotó/Szimbólumszótár (1998)
- Fotó/Szeánsz: Erdély Miklós (1999)
- Építő áldozatok (válogatott építészeti írások, 1999)
- Chagall, itt és most (2001)
- 111 év – 111 híres ház (Haba Péterrel, 2004)
- Zsinagógák (Szegő Dórával, 2004)
- A Gólem cserepei (2005)
- Banképítészet Magyarországon (2005)
- Táj, templom, szobor. Építészeti írások 1999–2007 (2008)
- Álomtervező. Tesz-vesz album, földi-, színpadi- és csillagmesékkel; Ráday Könyvesház, Bp., 2008
- Műleírás. Válogatott művészeti, építészeti írások, 2008–2020; MMA, Bp., 2020

## Díjai
- Az újvidéki nemzetközi szcenográfiai triennálé ezüstérme (1984)
- Jászai Mari-díj (1995)
- Széchenyi professzor ösztöndíj (1998-2001)
- Dercsényi Dezső-sajtódíj (1999)
- Érdemes művész (2002)
- Ybl Miklós-díj (2014)[5]
- Kiváló művész (2016)
- a Magyar Művészeti Akadémia Kováts Flórián-emlékérme (2021)[6][7]